# Ringu
Ringu är en japansk psykologisk dramafilm/skräckfilm från 1998, regisserad av Hideo Nakata. Filmen var Nakatas andra långfilm och är en nyinspelning av Ringu: Kanzen-ban från 1995.
Filmen bygger på en bok från 1989 med samma namn av den japanska författaren Kôji Suzuki. Boken är i sin tur delvis baserad på den japanska spökhistorien Bancho Sarayashiki från 1700-talet.
Ringu fick två uppföljare: Ringu 2 och Ringu 0. Det gjordes även amerikanska versioner av filmerna, med de engelska namnen The Ring och The Ring 2.

## Handling
Ringu handlar om ett videoband med en förbannelse över sig, där alla som ser bandet dör efter exakt sju dagar.

## Medverkande
| Nanako Matsushima | – Reiko Asakawa    |
| Hiroyuki Sanada   | – Ryūji Takayama   |
| Rikiya Ōtaka      | – Yōichi Asakawa   |
| Miki Nakatani     | – Mai Takano       |
| Yūko Takeuchi     | – Tomoko Ōishi     |
| Hitomi Satō       | – Masami Kurahashi |
| Rie Inō           | – Sadako Yamamura  |
| Masako            | – Shizuko Yamamura |